# Korantberget
Korantberget är ett naturreservat som omfattar berget med samma namn i Leksands kommun i Dalarnas län.
Området är naturskyddat sedan 2007 och är 200 hektar stort. Reservatet består av barrskog med inslag av fuktiga lövskogar och magrare myrar.